# 4488 Tokitada
4488 Tokitada este un asteroid din centura principală, descoperit pe 21 octombrie 1987 de Kenzō Suzuki și Takeshi Urata.